# Amnon Lotem
Amnon Lotem ist ein israelischer Informatiker.
Lotem studierte an der Universität Tel Aviv mit dem Bachelor- und Masterabschluss und wurde 2000 bei Dana Nau an der University of Maryland promoviert (GraphHTN: Combining Planning Graphs and HTN Planning). Er war dann bei verschiedenen israelischen Softwarefirmen als Leiter von Algorithmenforschung, CTO und leitender Wissenschaftler. Seit 2002 war er bei Skybox Security, einer Firma für Netzwerksicherheit, bei der er 2010 CTO wurde. Davor war er bei Amdocs, Technomatix Technologies und war Mitgründer von Estimotion Ltd.
2014 erhielt er mit Ronald Fagin und Moni Naor den Gödel-Preis für ihren Aufsatz Optimal Aggregation Algorithms for Middleware, in dem sie ihren Treshold Algorithm darstellen. Er findet Anwendung bei der Suche optimaler Lösungen für Systeme, die Informationen aus vielen verschiedenen Quellen holen, insbesondere im Bereich von Middleware, Information Retrieval und Maschinenlernen. Er stellt dann eine effiziente Methode bereit, eine Top-Liste von Suchresultaten aus den verschiedenen Datenquellen zu generieren. Dabei führten sie auch das Kriterium der Instance Optimality ein und zeigten, dass der Treshold Algorithm diese Eigenschaft erfüllt.
Er befasst sich mit Künstlicher Intelligenz, Modellierungs- und Simulationstechniken.